# Muscària
Muscària (llatí Muscaria) fou una antiga ciutat dels vascons, que no ha pogut identificar-se ni ubicar-se, encara que alguns autors pretenen identificar-la amb Tudela, però que és més probable que sigui prop de Lodosa, a l'oest d'Alfaro, i que segurament devia el seu nom que havia a la zona molts mosquits, significant el seu nom "Ciutat dels Mosquits". Lodosa se situa a 33 quilòmetres de Lizarra, a ribes de l'Ebre, en un terreny fèrtil amb les produccions pròpies de la zona de l'Ebre (cereals, cànem, fruita, hortalisses, vinyes, oliveres), conservant-se vestigis d'un antic pont romà. La ciutat està reclinada en una enorme mola calcària els extrems de la qual avancen fins al riu.